# Вербицкас, Овидиюс
Овидиюс Вербицкас (лит. Ovidijus Verbickas, род. 4 июля 1993, Укмерге) — литовский футболист, опорный полузащитник литовского клуба «Жальгирис» и сборной Литвы.

## Клубная карьера
С 15-ти лет Овидиюс Вербицкас играл за клуб «Роталис», который выступал в чемпионате Вильнюса (четвёртая лига Литвы) и призывался в юниорскую сборную Литвы. В 16 лет ездил на просмотр в «Вальядолид». Позже, в играх за сборную его заметили скауты «Зенита» и пригласили в питерский клуб.
С лета 2011 года Вербицкас играл за молодёжный состав «Зенита», первый матч за него сыграл в августе 2011, выйдя на замену в игре против дубля «Краснодара». Всего Овидиюс провёл за молодёжку «Зенита» 58 матчей и забил 6 голов. В сентябре 2012 года его включили в заявку основного состава «Зенита» на Лигу чемпионов.
В марте 2014 года на правах аренды перешёл в команду «Атлантас» из высшего дивизиона чемпионата Литвы.
В начале 2015 на правах свободного агента перешёл в клуб третьего испанского дивизиона «Марбелья». Летом 2015 года вернулся в «Атлантас».
В 2017 году стал игроком «Судувы».

### В сборной
26 марта 2016 года дебютировал за национальную сборную Литвы в товарищеском матче против России.
Голы Овидиюса Вербицкаса за сборную Литвы
| N  | Дата          | Место                                                            | Соперник | Гол | Результат | Соревнование      |
| -- | ------------- | ---------------------------------------------------------------- | -------- | --- | --------- | ----------------- |
| 1. | 27 Марта 2018 | Республиканский стадион имени Вазгена Саркисяна, Ереван, Армения | Армения  | 1-0 | 1-0       | Товарищеский матч |

## Достижения
«Судува»
- Чемпион Литвы (3): 2017, 2018, 2019
- Обладатель Суперкубка Литвы (2): 2018, 2019

Личные
- Лучший игрок литовского чемпионата:  2018[5]